# Occitanismo

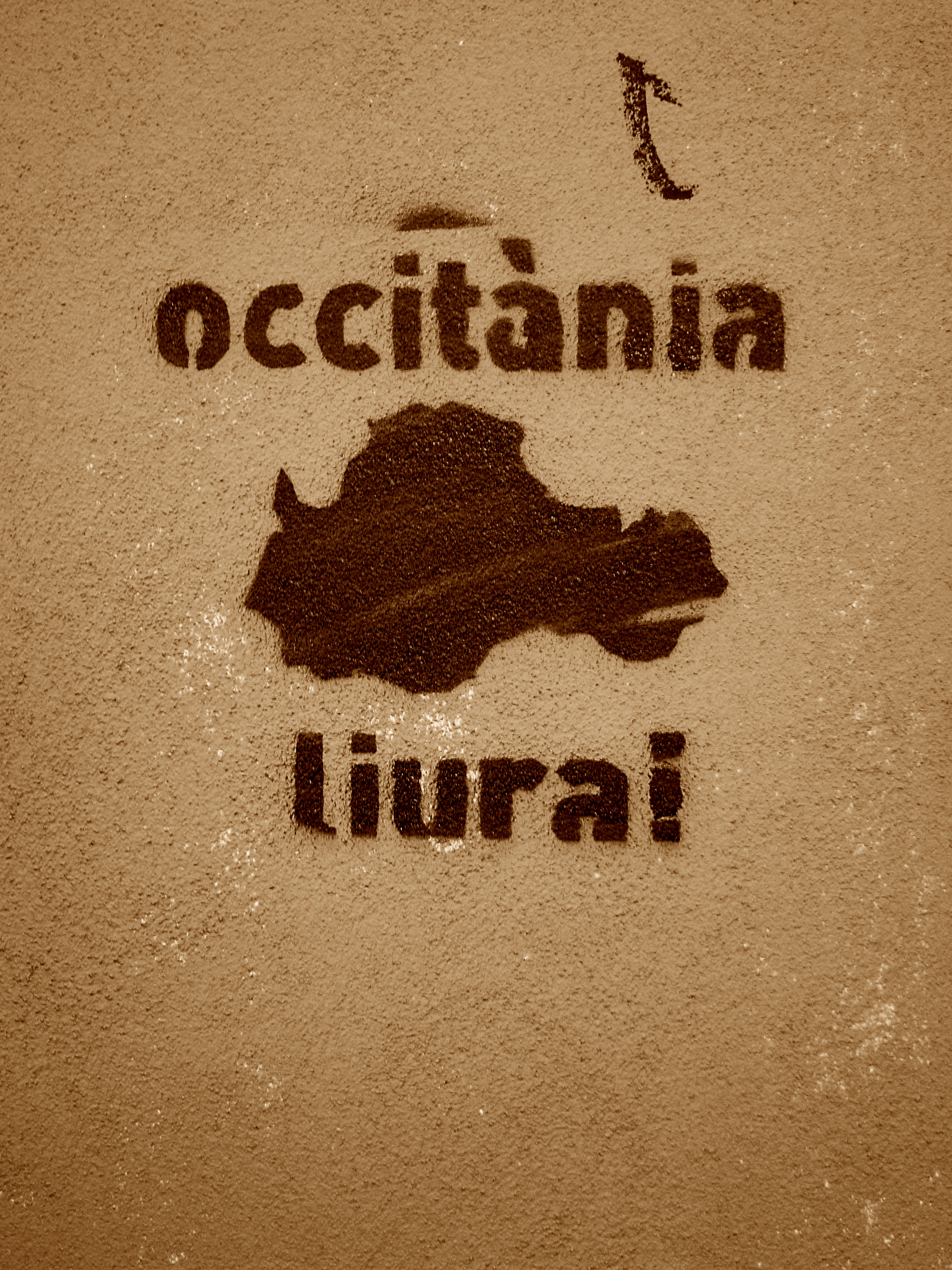
Graffito a Tolosa

L’occitanismo in senso lato è l'insieme di tutti i movimenti che si dedicano alla promozione dell'occitano e difendono gli interessi dell'Occitania, della sua popolazione e della sua cultura. L'occitanismo raggruppa movimenti molto diversi, di tipo linguistico, socioeconomico, culturale e politico.

## Definizione

### In senso lato
In questo senso, l'occitanismo designa l'azione condotta a cominciare dal XIX secolo (seconda rinascita occitana) per promuovere la lingua occitana.
Se alcuni protagonisti dell'«occitanismo» rifiutano l'uso di questa parola preferendo sostituirla con regionalismo (guascone, alverniate, provenzale, ecc.), il termine è comunque utilizzato per designare:
- i diversi studiosi che effettuano analisi scientifiche sull'argomento (Georg Kremnitz per esempio);
- una parte importante della rinascenza occitana, in particolare nelle valli occitane sotto l'impulso di François Fontan, che ha fondato il Movimento Autonomista Occitano (MAO);
- i principali movimenti culturali: l'Institut d'Estudis Occitans o il Félibrige che impiegano il termine Occitania nei loro statuti dal 1911;
- i partiti politici occitani come il Partito della Nazione Occitana (fondato nel 1959) o il Partito Occitano (1987). Nel 2019 è inoltre nata l'organizzazione politica Assemblada Occitana con sede a Aix an Provence. Nel 2020 è nata la filiale italiana dell'Assemblada Occitana, la Assemblada occitana valades.

### In senso stretto
In linguistica, un occitanismo è un prestito dall'occitano, o dall'antico occitano, fatto ad un'altra lingua. Il francitano (francese regionale impiegato in Occitania) presenta numerosi occitanismi di sintassi e di vocabolario (per esempio, l'impiego del verbo essere come ausiliare per il verbo essere: "je suis été" per "j'ai été").